# Juravka, Sumî
Juravka (în ucraineană Журавка) este un sat în comuna Bilovodî din raionul Sumî, regiunea Sumî, Ucraina.

## Demografie
Componența lingvistică a localității Juravka
     Ucraineană (88,61%)
     Rusă (10,76%)
     Alte limbi (0,63%)
Conform recensământului din 2001, majoritatea populației localității Juravka era vorbitoare de ucraineană (88,61%), existând în minoritate și vorbitori de rusă (10,76%).